# Валлан, Роза
Роза Антония Мария Валлан (фр. Rose Antonia Maria Valland; 1 ноября 1898, Сент-Этьенн-де-Сен-Жуар — 18 сентября 1980) — французский искусствовед, член французского Движения Сопротивления, удостоенная множества наград за храбрость, проявленную во время военных действий.

## Биография
Роза Валлан родилась 1 ноября 1898 года в простой семье, недалеко от Гренобля. В 1918 году она заканчивает школу учительниц в Гренобле, но, обладая способностями к рисованию, продолжает образование. Сначала в Лионской национальной школе изящных искусств, а затем и в высшей школе изящных искусств в Париже, где окончательно решает посвятить себя истории искусства. Она изучает старинные фрески в Венеции, а также греческую и средневековую археологию (на базе Коллеж де Франс и Сорбонны) и получает три диплома, которые вместе с сертификатом от Лувра составляют общий диплом по истории искусств и археологии. В 1932 году Роза Валлан на добровольных началах приступает к изучению коллекции Национальной галереи Жё-де-Пом в Тюильри. Она собирается составить полный каталог музея и одновременно работает над организацией пятнадцати выставок коллекции Жё-де-Пом и составлением их каталогов. А также пишет многочисленные статьи в журналах и газетах.
С началом войны Роза Валлан становится хранителем музея Жё-де-Пом, который в период германской оккупации выполняет функцию транзитного пункта для перемещаемых художественных ценностей. В рамках созданного Альфредом Розенбергом «штаба использования» (Einsatzstab Reichsleiter Rosenberg für die Besetzen Gebiete или ERR) в течение всей войны действовал «Особый штаб для произведений искусства» (Sonderstab Bildende Kunst), в задачу которого входило ограбление музеев, а также частных коллекций, принадлежавших, по большей части, отправленным в лагеря или эмигрировавшим евреям. Все ценности стекались в музей Жё-де-Пом, как на центральный склад. А уже здесь распределялись и отправлялись по соответствующим адресам в Германии. Роза Валлан присутствовала при посещении музея Германом Герингом 3 мая 1941, который пожелал лично отобрать картины и скульптуры для своей коллекции.
После прибытия в музей самых первых вывезенных из Европы ценностей, Роза Валлан начала тайно регистрировать максимально возможное количество произведений искусства, отправляющихся в Германию. В течение четырёх лет она тщательно записывала, откуда они пришли, к какому нацистскому бонзе направляются, когда именно и каким транспортом. Валлан заполняла сотни карточек, получая сведения из различных документов (она свободно владела немецким языком) или из разговоров немецких офицеров и чиновников. Всю полученную информацию она, рискуя жизнью, передавала в Сопротивление с тем, чтобы ни в коем случае не были взорваны транспорты, в которых находились произведения искусства. За четыре года Роза Валлан собрала и передала сведения о более, чем 20 тысячах художественных ценностей. С осени 1944 она информирует также и союзников с целью недопущения бомбардировок тех объектов, где, по её сведениям, хранятся украденные ценности. Одним из тех, кто сотрудничал с Розой Валлан, был лейтенант американской армии Джеймс Роример, будущий директор музея Метрополитен, рассказавший о ней в своей книге Survival (1950). Данные, собранные Розой Валлан, помогли впоследствии найти и вернуть большое число произведений искусства.
После войны Роза Валлан работает в Комиссии по реституции художественных ценностей. Она отправляется в Германию в звании капитана 1-й французской армии. Здесь Роза Валлан выступает свидетелем на Нюрнбергском процессе, принимает участие в возвращении произведений искусства, а также помогает в восстановлении немецких музеев. В 1961 году она поведала о драматических событиях военных лет в своей книге «Фронт искусства: защита французских коллекций, 1939—1945» (Le front de l’art: défense des collections françaises, 1939—1945).
Роза Валлан умерла 18 сентября 1980 года и похоронена в родной коммуне Сент-Этьенн-де-Сен-Жуар.

## Наследие
Книга Валлан «Фронт искусства» послужила основой для фильма «Поезд», снятого в 1964 году Джоном Франкенхаймером. Сама Валлан является прототипом одного из персонажей фильма — хранительницы музея Жё-де-Пом мадемуазель Виллар.
Валлан является одной из героинь книг Сары Хотелинг Pictures at an Exhibition и Роберта М. Эдсела «Монументалисты». Последняя была экранизирована Джорджем Клуни в 2014 году, роль Валлан в фильме исполнила Кейт Бланшетт.
В 2013 году о Валлан была написана биографическая книга Rose Valland: Resistance at the Museum. В родной коммуне Валлан Сент-Этьенн-де-Сен-Жуар создана ассоциация, посвящённая её памяти.

## Награды
- Орден Почётного легиона
- Орден Искусств и литературы
- Медаль свободы
- Медаль Сопротивления
- Орден «За заслуги перед Федеративной Республикой Германия»